# Phuture
Phuture 303 (ранее просто Phuture) — эйсид-хаус-коллектив из Чикаго, основанный в 1985 году Spanky, DJ Pierre и Herb J.
12-минутный трек группы «Acid Tracks» (1987) является одной из нескольких записей, претендующих на право называться первой в истории записью в стиле эйсид-хаус.
Phuture выпустили большое количество эйсид-хаус-треков, которые сейчас считаются классикой.
Единственными альбомами, однако, были Alpha & Omega (1997) — первый релиз до того, так как группа переименовалась в Phuture 303, и Survival’s Our Mission (2003), название которого отсылает к тексту сингла группы 1988 года «We Are Phuture».
Многие треки длятся очень долго, даже переходя рубеж 10 минут (такие, как «Acid Tracks»). Тексты в песнях редки, иногда связаны с наркотиками, как, например, «Твой единственный друг» (1987), который описывает кокаиновую зависимость.
Группа также записывалась под несколькими псевдонимами, как правило, с помощью замены буквы «f» на «рh» или «pf». Например, Phortune или Pfortune.

## Дискография

### Синглы
- Acid Tracks (1987)
- The Creator (1988)
- We Are Phuture (1988)
- Do You Wanna Get Funky (1989)
- Rise From Your Grave (1992)
- Inside Out (1993)
- Mental Breakdown (1994)
- Spirit (1994)
- Acid Tracks / String Free (Phuture/Phortune) (1994)
- Times Fade (Phuture The Next Generation) (1996)
- Alpha & Omega (1996)
- Acid Soul (1997)
- Jack 2 Jack (Robert Owens/Phuture) (1998)
- Hardfloor Will Survive (Hardfloor vs. Phuture 303) (1998)
- Phreedom! (1997)
- Thunder Part One (2000)
- Thunder Part Two (2000)
- Soulgers Of Tekkno (2000)
- Washing Machine / Got The Bug (Mr. Fingers/Phuture) (2002)

### Альбомы
- Alpha & Omega (1997)
- Survival’s Our Mission (2001)